# オールスドルフ墓地
オールスドルフ墓地（ドイツ語：Ohlsdorfer Friedhof、または（旧）Hauptfriedhof Ohlsdorf）は、ドイツのハンブルク、オールスドルフ地区にある世界最大の公園墓地であり、世界で4番目に大きい墓地である。墓地に埋葬されているほとんどは民間人だが、さまざまな国の戦争犠牲者も多数埋葬されている。墓地には、多くの著名なハンブルク市民の墓がある旧ハンブルク記念墓地が含まれる。

## 歴史
オールスドルフ墓地は、1877年にハンブルク郊外に無宗派、多地域墓地として設立された。
墓地の面積は391ヘクタール（966エーカー）で、12の礼拝堂、28万以上の墓地に150万以上の埋葬地、17キロメートル（11マイル）の道路がある。車用の入り口は4つあり、公共交通機関はハンブルク交通連合の2つのバス路線の25のバス停がある。この墓地はレクリエーションエリアや観光地にもなっている。印象的な霊廟、シャクナゲの茂み、池や鳥、彫刻、葬儀博物館があり、毎年世界中から約200万人が墓地を訪れる。
ハンブルクの埋葬の約40％はオールスドルフ墓地で行われ、2002年には1600件の埋葬と4300件の骨壷埋葬が行われた。230人の庭師が墓地とすべての施設の手入れを行っている。

## 埋葬された著名人
- ハンス・アルバース
- モニカ・ブライプトロイ
- ヴォルフガング・ボルヒェルト
- ハンス・フォン・ビューロー
- ヴィルヘルム・クーノ
- ヴィリー・フリッチ
- ヘルムート・グリーム
- カール・ハーゲンベック
- グスタフ・ヘルツ
- ハインリヒ・ヘルツ
- ジェームス・ラスト
- アルフレッド・リヒトヴァルク
- フェリクス・フォン・ルックナー
- フィリップ・オットー・ルンゲ
- ヘルムート・シュミット
- フリッツ・シューマッハー
- セクシー・コーラ
- カール・ゴッチェ
- ルドルフ・デュールコープ
- ジェイムス・フランク
- マルティン・ハラー